# Санта-Тринита (церковь)
Санта-Тринита  (итал. La basilica di Santa Trìnita) — католическая церковь Святой Троицы в центре Флоренции. В настоящее время является главной церковью монашеского ордена валломброзиан. Церковь выходит на площадь Санта-Тринита и располагается недалеко от моста Санта-Тринита, которому она дала своё название. Церковь знаменита капеллой Сассетти с фресками Доменико Гирландайо и капеллой Бартолини Салимбени с фресками Лоренцо Монако.

## История
Небольшая постройка валломброзиан, ордена, созданного флорентийским дворянином Иоанном Гуальбертом, была создана в 1092 году на месте более раннего оратория. Некоторые следы этой примитивной постройки сохранились на контрфасаде и подземном склепе (колонны из зелёного мрамора, которые в древности возвышались на основаниях из белого мрамора). Остались также следы древнего пола пресбитерия, который был украшен мозаикой из чёрно-белой плитки, с рисунками фантастических животных.
Статус приходской церкви храм получил в 1178 году. В период между 1250 и 1258 годами под руководством Никколо Пизано, или, что более вероятно, Нери ди Фиораванти были начаты работы по расширению и перестройки церкви в готическом стиле. Санта-Тринита стала одной из первых готических церквей во Флоренции. Работы продолжались между 1300 и 1330 годами, с внезапным перерывом из-за эпидемии чумы 1348 года. Возобновились с 1365 по 1405 год.
В первой половине XIV века церковь получила титул аббатства. Престиж валломброзиан отражался в большом количестве произведений искусства, находившихся в церкви. Так, в церкви находился алтарный образ «Маэста» Чимабуэ (ныне в галерее Уффици). В этот период были пристроены боковые приделы, а вся церковь покрыта фресками, большая часть которых не сохранилась при последующих переделках. В 1584 году Альфонсо Париджи Старший по проекту Бернардо Буонталенти построил кьостро (двор) монастыря с источником (fonte) и аркадами галерей по периметру.
В 1593-1594 годах архитектор Бернардо Буонталенти перестроил фасад церкви с элементами архитектуры маньеризма. Горельеф над главным входом с изображением Святой Троицы выполнен скульпторами Пьетро Бернини и Джованни Баттиста Каччини (1594). Позднее, в 1640 году, были созданы двери с рельефами резного дерева, на которых помещены изображения святых монашеского ордена валломброзиан. В 1890-х годах церковь испытала реставрацию спорного характера, которая привела к потере элементов маньеризма и барокко на фасаде.
Церковь пострадала от наводнения 1966 года, после чего начался цикл новых реставраций, в ходе которых были убраны искажения перестроек XIX века.
Колонна Справедливости (Colonna della Giustizia), стоящая на небольшой площади перед церковью, происходит из Терм Каракаллы в Риме. Колонна была подарком папы Пия IV Козимо I Медичи в честь победы последнего в битве при Монтемурло в 1565 году.

## Интерьер
План церкви имеет Т-образную форму, типичную для церквей монашеских орденов того времени: три продольных нефа пересекаются трансептом, сближенным с квадратной апсидой. Нефы разделены тонкими колоннами прямоугольного сечения, на которые опираются стрельчатые арки. Ширина нефов увеличивается по мере приближения к апсиде, создавая оптический эффект приближения, не случайного, поскольку высота арок также плавно увеличивается к алтарю.
Вдоль проходов и на главной стороне трансепта расположены капеллы: по пять с каждой стороны и четыре по сторонам от главной, к которой следует добавить капеллу Сан-Джованни Гуальберто в оконечности правого трансепта, и сакристию в левом трансепте, ранее — капелла Строцци.
На романском контрфасаде сохранились старинные фрагменты, в том числе фрески с изображением Святой Троицы начала XV века, надгробная плита аббатов Сан-Панкрацио XIV века, надгробная плита Джованни ди Антонио Амати, приписываемая Антонио дель Поллайоло. Фрагмент «Распятия» — всё, что осталось от сцены «Стигматизации Святого Франциска» работы Паоло Уччелло.
В боковых капеллах находятся многие произведения искусства. Первая капелла слева, называемая Капеллой Строцци, была оформлена Джованни Баттиста Каччини в 1603 году, который создал также статуи Кротости и Мира по сторонам алтаря (1603—1609). В алтаре находится картина «Благовещение» Якопо Кименти, росписи свода — работа Бернардино Поччетти. На стенах — картины «Смерть Святого Алексия» Козимо Гамберуччи (ок. 1605 г.) и «Мученичество Святой Лючии» Помпео Каччини (1609 г.). Капелла Даванцати сохранила фрагментарные следы фресок, написанных между 1340 и 1350 годами с рассказами о святой Екатерине. Изображения двух ангелов относятся к мастерской Джованни даль Понте. Алтарь украшен живописным образом «Коронования Девы Марии и двенадцати святых» работы Биччи ди Лоренцо (после 1430 года).
В капелле Чиалли-Серниджи имеется алтарный образ «Мадонна с Младенцем и четырьмя святыми» работы Нери ди Биччи (ок. 1466). На правой стене фрагмент фрески Спинелло Аретино «Мистическое обручение святой Екатерины Александрийской» (1390—1395). В пятой капелле, капелле Спини, находятся деревянная скульптура Марии Магдалины работы Дезидерио да Сеттиньяно (около 1450), законченная, по свидетельству Дж. Вазари, в 1455 году Бенедетто да Майано, и фреска Алессо Бальдовинетти (около 1470).
Капелла Строцци, названная в честь могущественной флорентийской семьи, была спроектирована Лоренцо Гиберти (1418—1423) и в данное время используется в качестве сакристии. Главный алтарь украшен мраморной Пьетой работы Витторио Барбьери, вдохновлённой Ватиканской Пьетой Микеланджело (1743). На стене — картина «Возвышение Святой Моники» Алессандро Герардини (1697). Другие работы принадлежат Джентиле да Фабриано, Луке делла Роббиа, Франческо ди Симоне Ферруччи, Пуччо Капанна, Никколо ди Томмазо и Пьетро Торриджани. Запрестольный образ «Поклонение волхвов» Джентиле да Фабриано (1423) ныне находится в Уффици.
Более всего церковь Санта-Тринита известна капеллой Сассетти, в которой находятся фрески Доменико Гирландайо с «Историями Святого Франциска», написанные по заказу Франческо Сассетти в 1482—1485 годах. Цикл представляет собой замечательный образец вкуса последних десятилетий пятнадцатого века.
Капелла Бартолини Салимбени украшена росписями Лоренцо Монако.
Главная капелла (La Cappella Maggiore) ранее была украшена циклом фресок Алессо Бальдовинетти между 1471 и 1497 годами с историями Ветхого Завета, который был почти полностью уничтожен во время перестроек хора в 1760—1761 годах.
Главный алтарь церкви ранее украшала «Маэста» работы Чимабуэ, позднее она была перемещена в боковую капеллу. Сейчас картина находится в галерее Уффици.

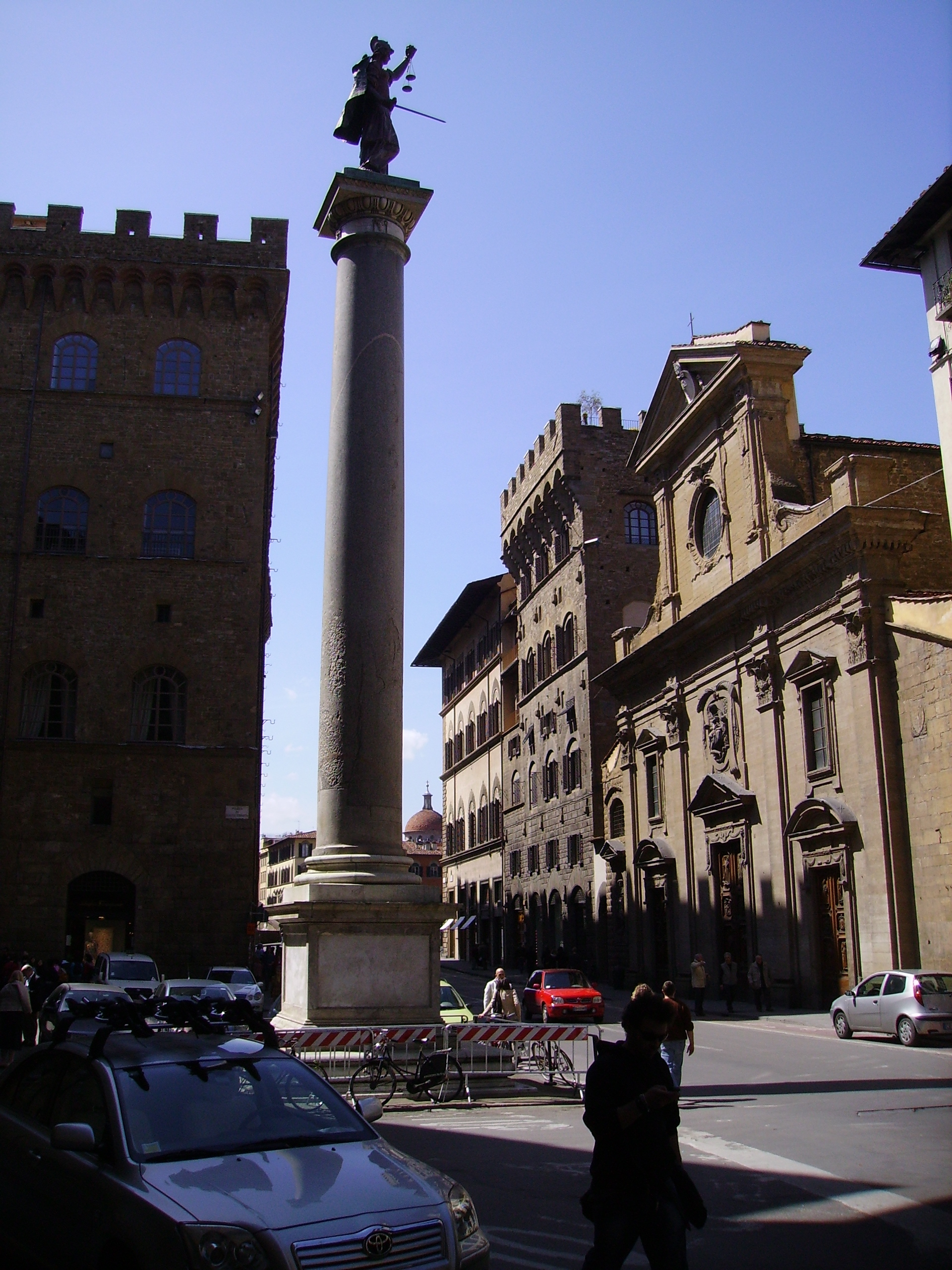
Площадь Санта-Тринита и «Колонна Справедливости»
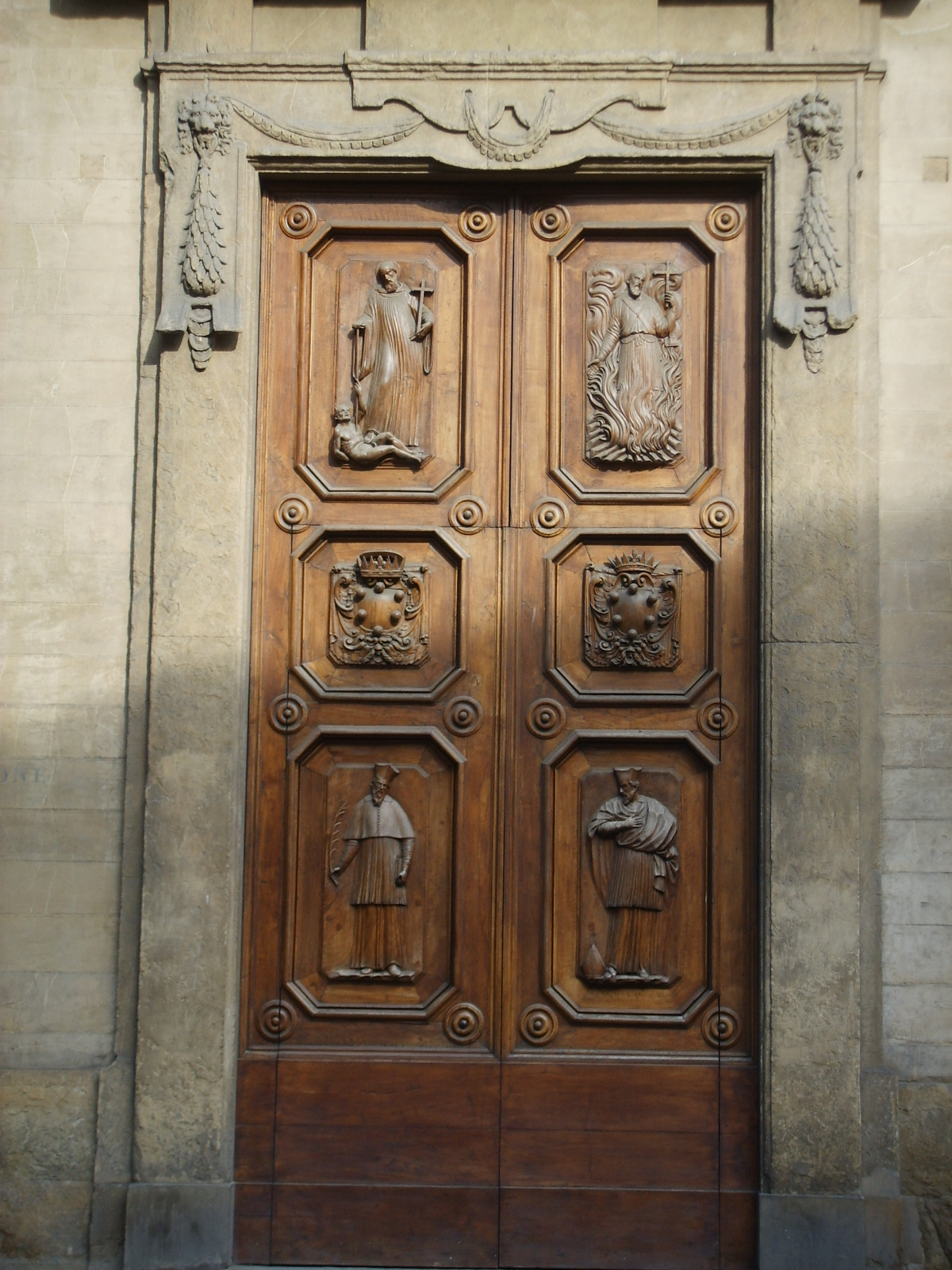
Входные двери
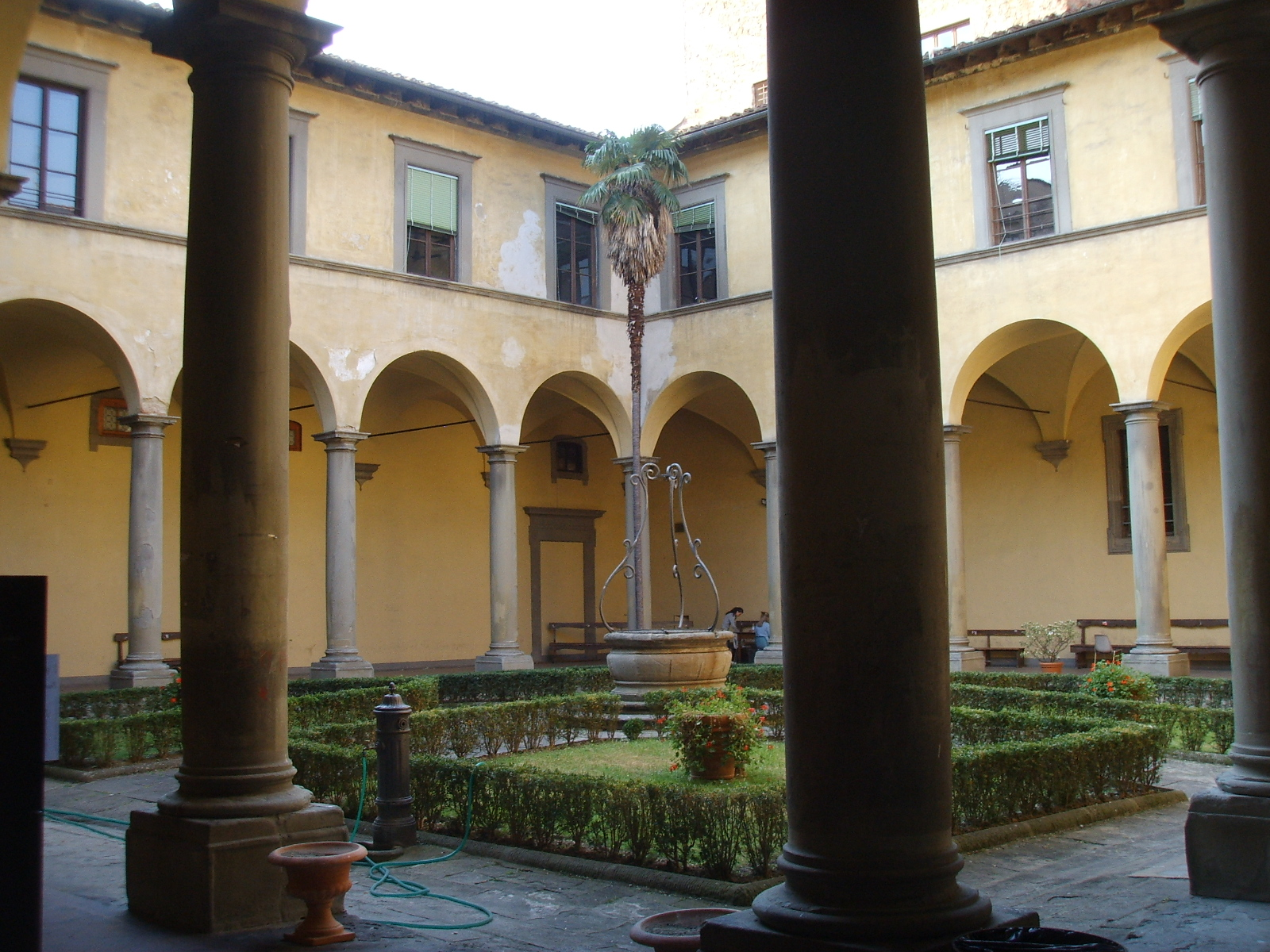
Кьостро монастыря Санта-Тринита
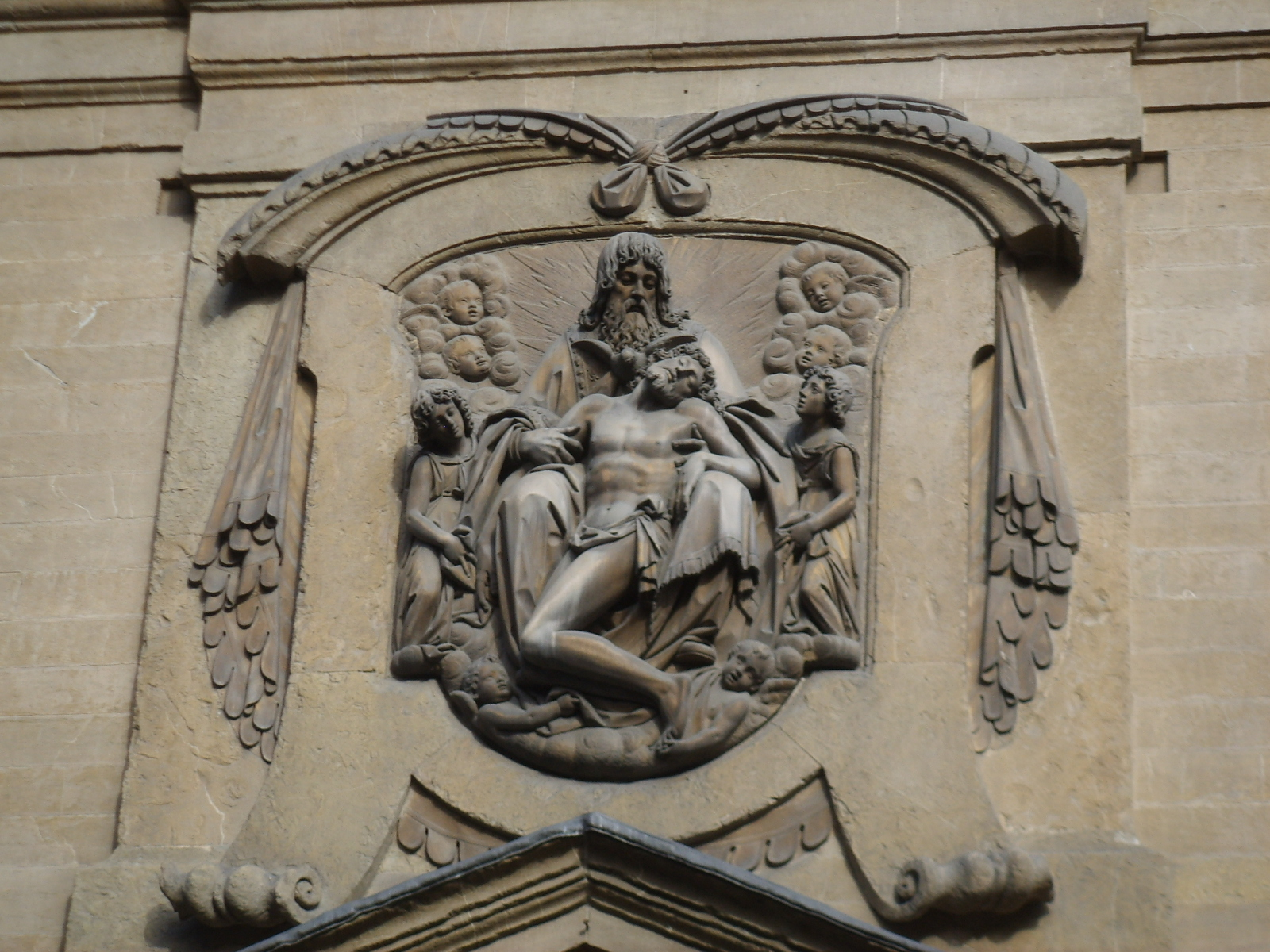
Горельеф над входом. Святая Троица. 1594. Скульпторы Г. Б. Каччини и П. Бернини
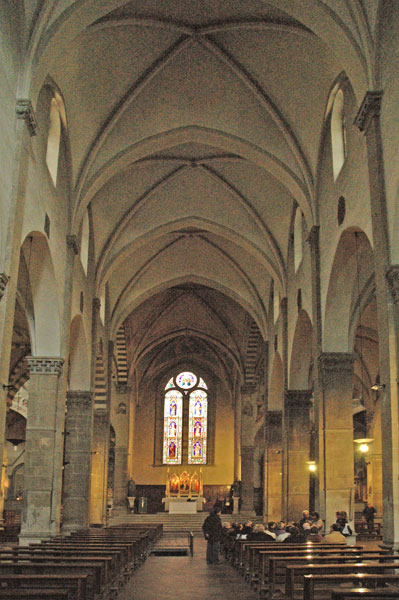
Интерьер церкви
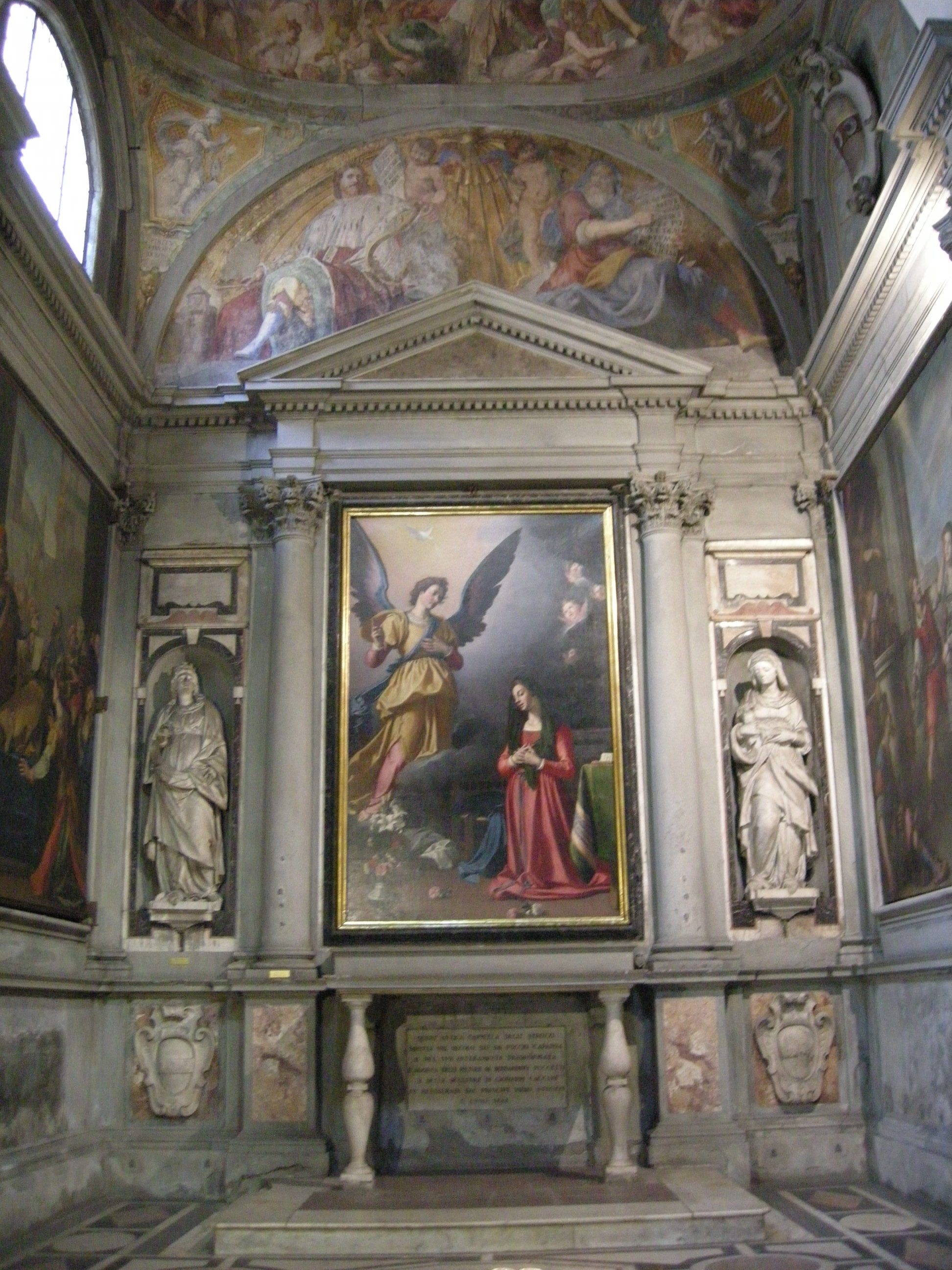
Капелла Строцци. Архитектор и скульптор Дж. Б. Каччини. Статуи Кротости и Мира. 1603—1609. Картина «Благовещение» Якопо Кименти
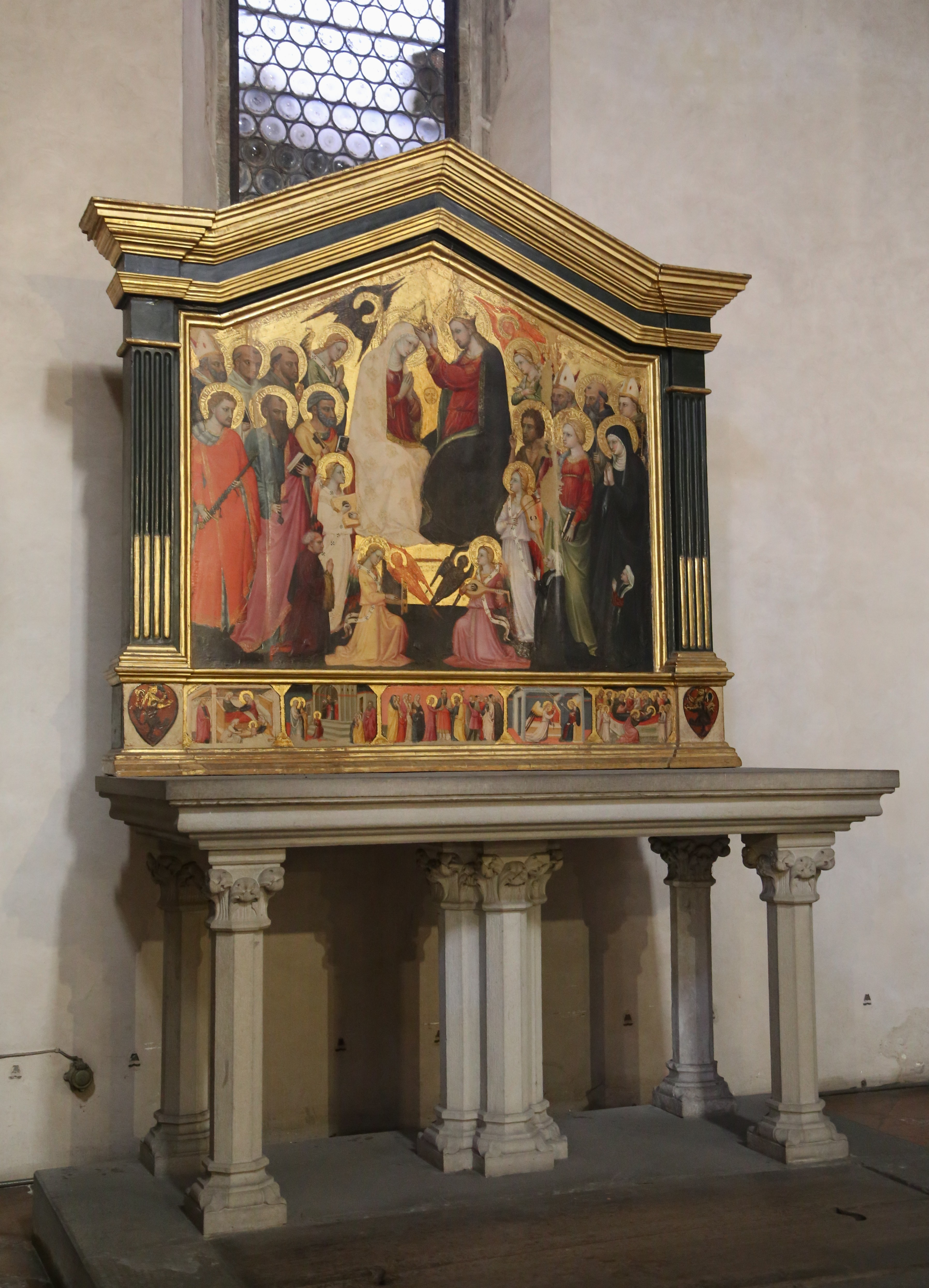
Капелла Даванцати. Алтарь (доссаль). Биччи ди Лоренцо. Коронование Девы Марии и двенадцать святых. До 1430
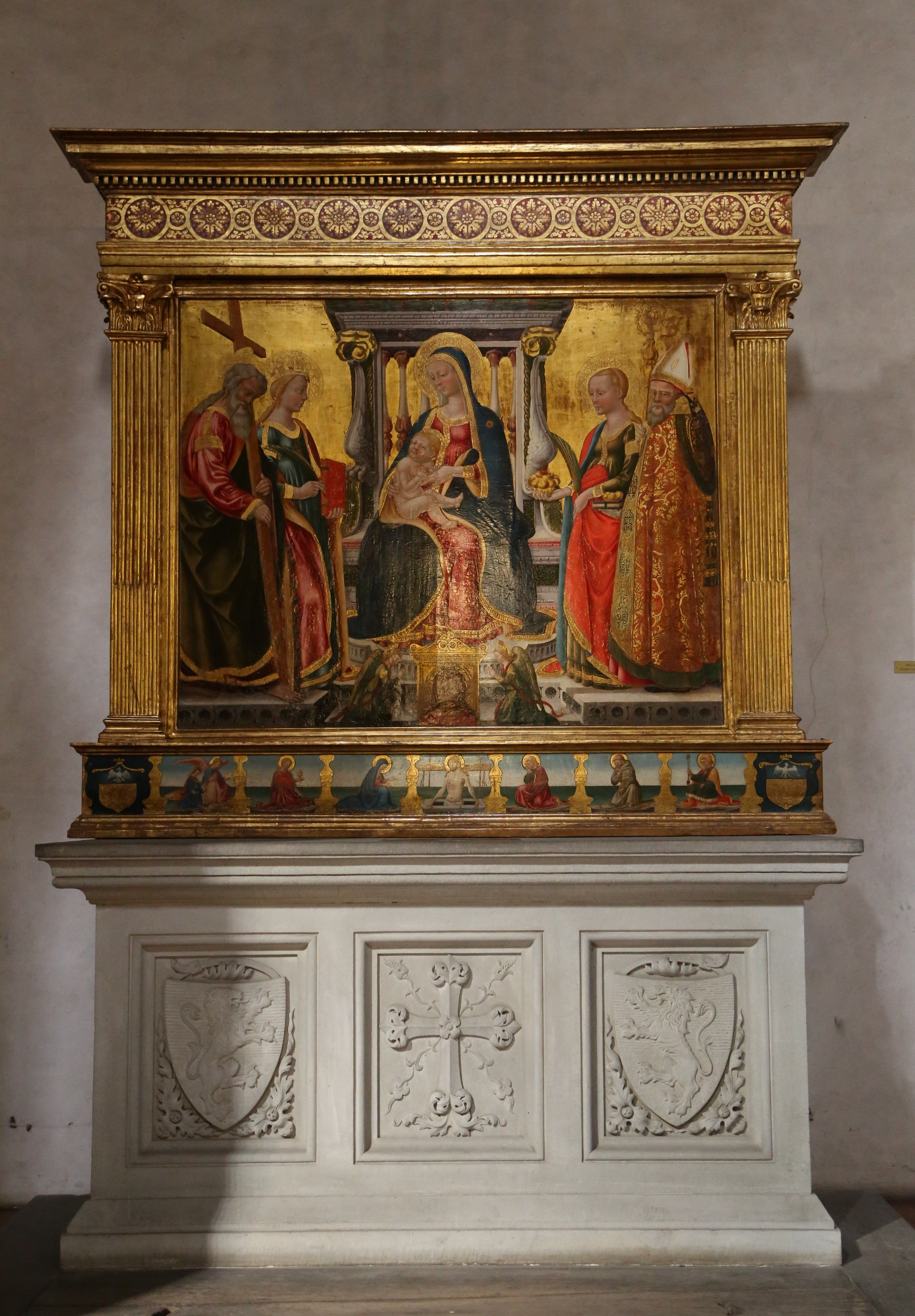
Капелла Чиалли-Серниджи. Нери ди Биччи. Мадонна с Младенцем и четырьмя святыми. Ок. 1466 г.
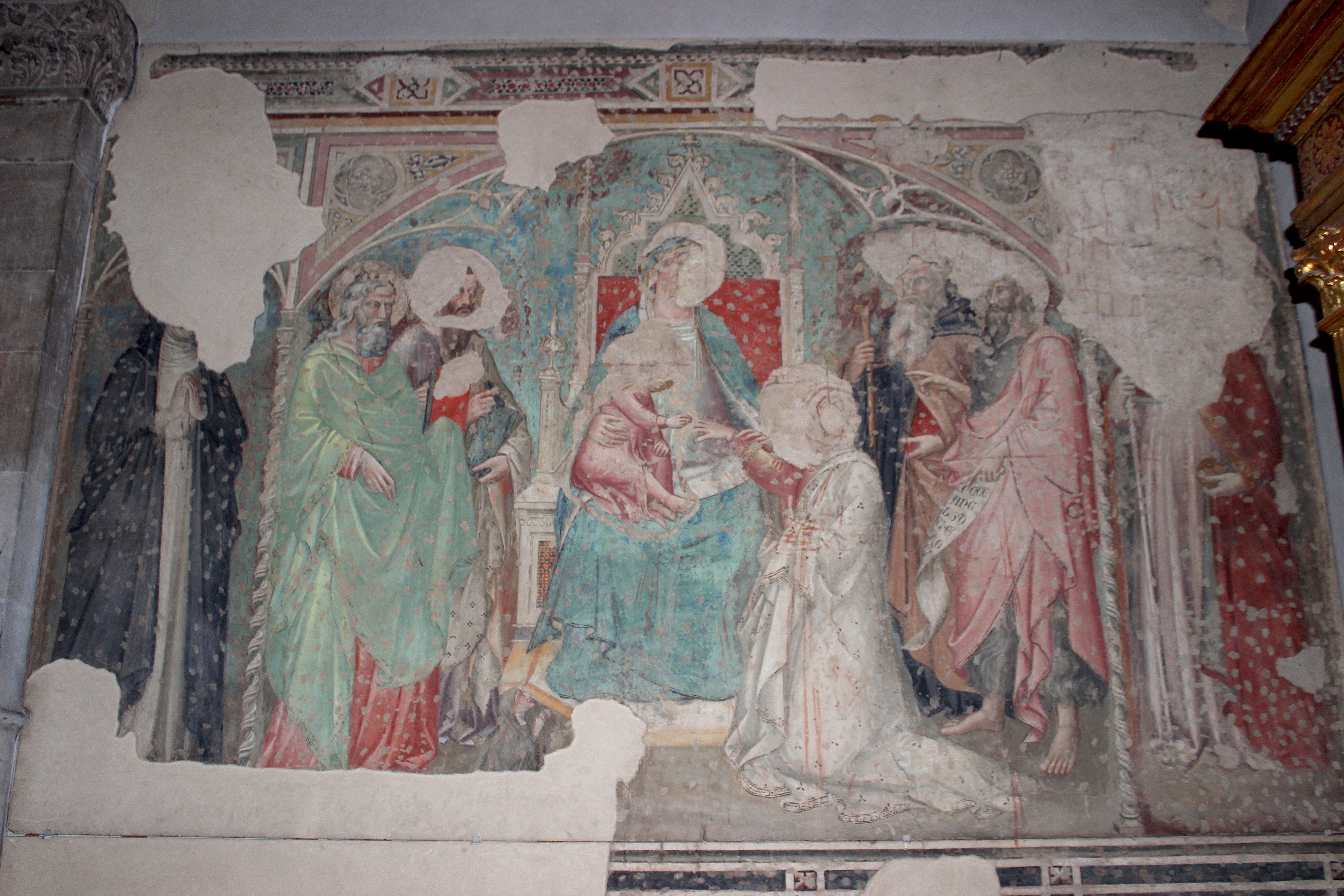
Капелла Чиалли-Серниджи. Спинелло Аретино. Мистическое обручение святой Екатерины Александрийской. 1390—1395
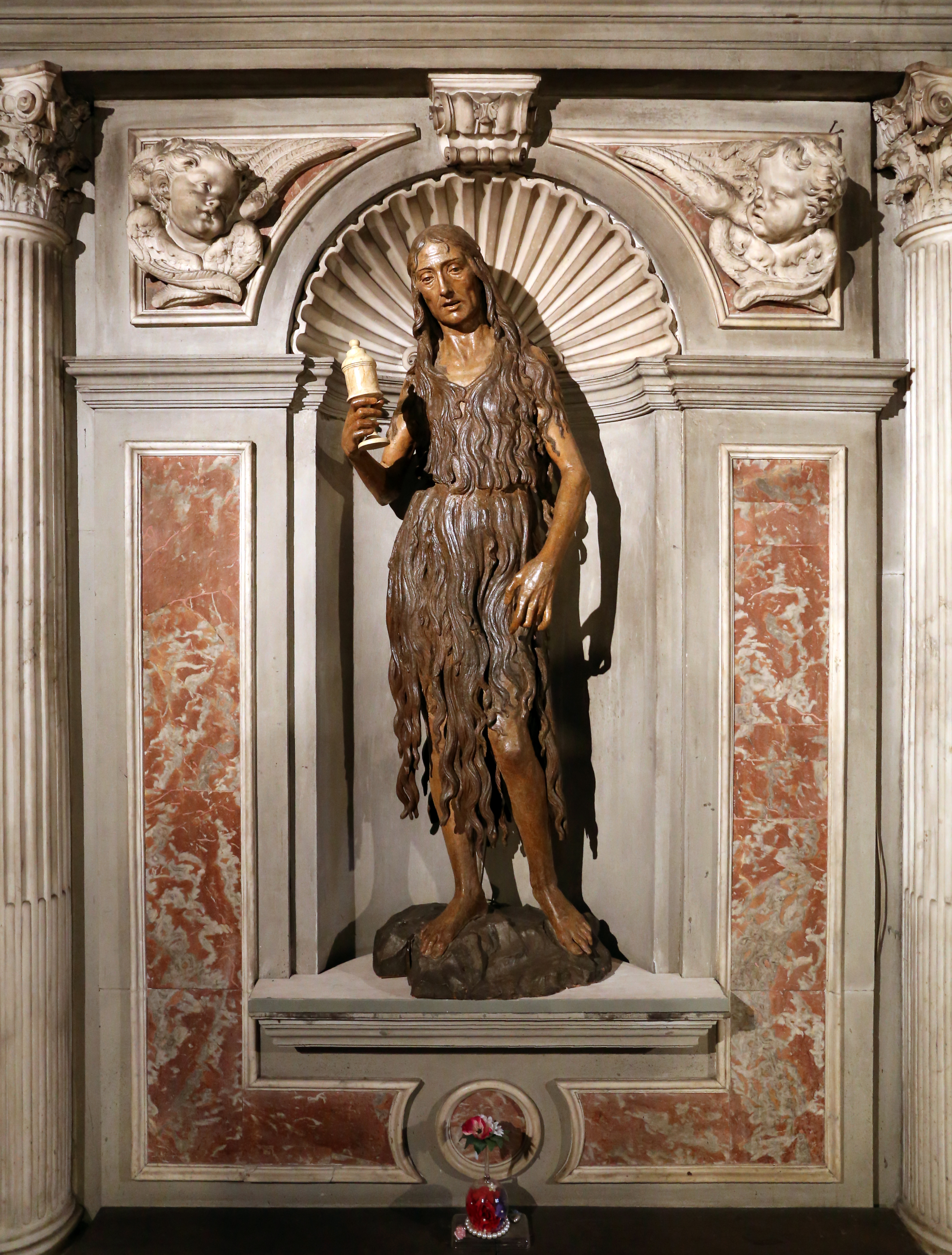
Капелла Спини. Дезидерио да Сеттиньяно. Мария Магдалина. Ок. 1450 г. Дерево
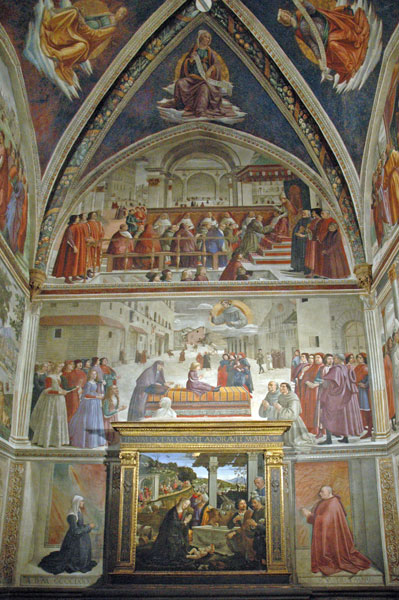
Капелла Сассетти. Д. Гирландайо. История Святого Франциска. 1482—1485. Фрески
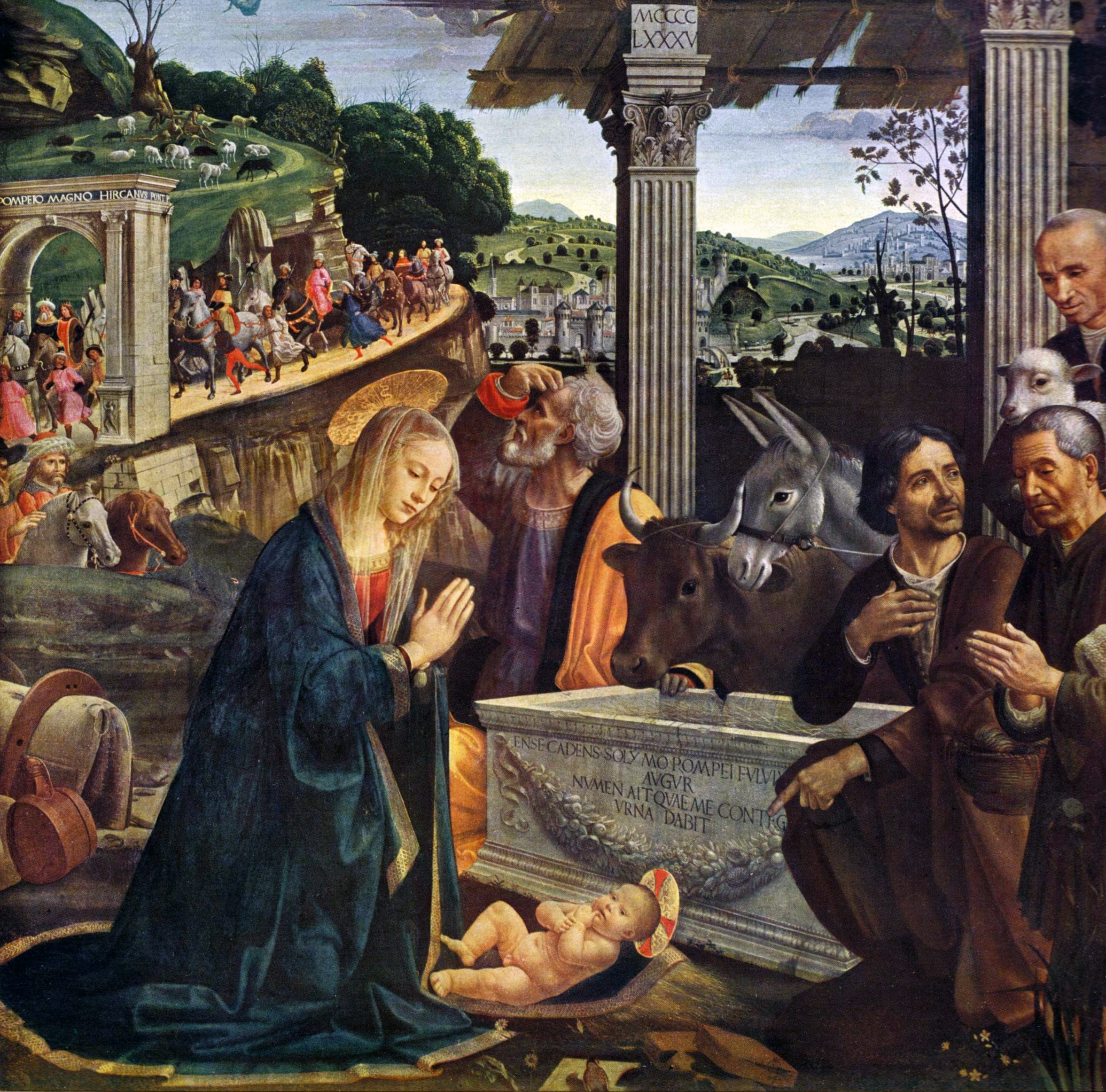
Д. Гирландайо. Поклонение пастухов. Алтарь Капеллы Сассетти. 1483—1485. Дерево, масло
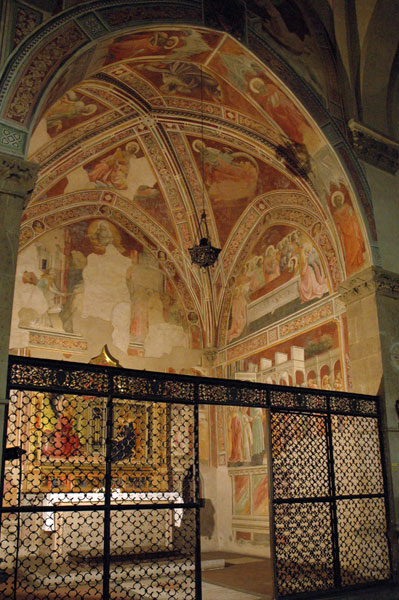
Капелла Бартолини Салимбени. Фрески
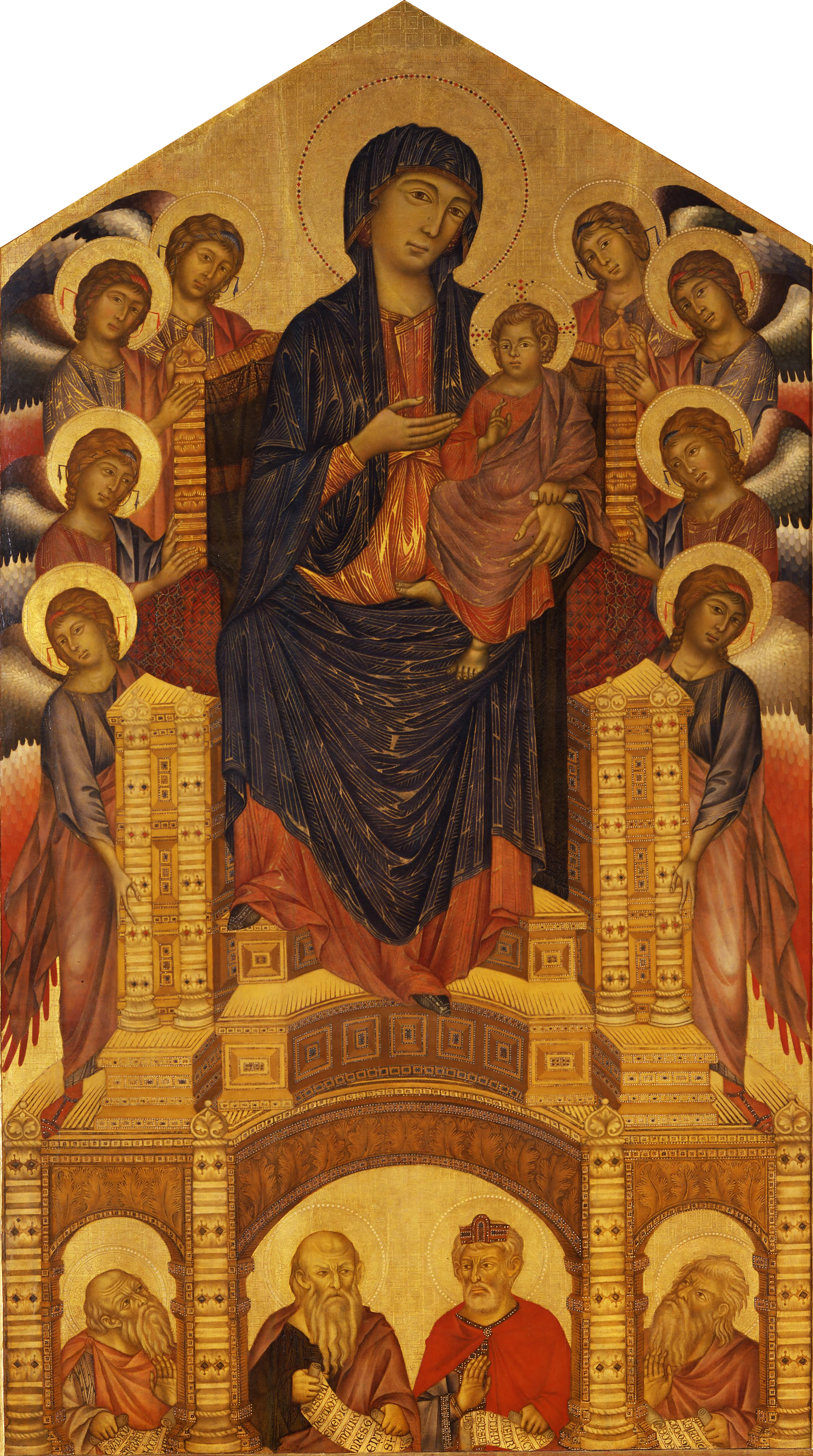
Чимабуэ. Маэста. Картина главного алтаря церкви Санта-Тринита. Ок. 1290 г. Дерево, темпера. Уффици, Флоренция

## В культуре
Церковь Санта-Тринита можно увидеть и исследовать в компьютерной игре Assassin’s Creed II. К тому же на её крыше происходит одна из первых миссий сюжета, когда в 1476 году главный герой со своим братом забираются на колокольню и любуются видом на город.